# Григорьянц, Александр Григорьевич
Григорья́нц, Алекса́ндр Григо́рьевич (род. 19 июня 1941, Ташкент) — советский и российский учёный, доктор технических наук, профессор, специалист в области лазерной техники и технологии, заслуженный деятель науки Российской Федерации.

## Биография
Александр Григорьевич Григорьянц родился 19 июня 1941 года в Ташкенте. Первоначально поступил в Ташкентский политехнический институт, откуда со второго курса, в числе нескольких наиболее успешных студентов, был переведён в МВТУ имени Н. Э. Баумана. Закончив его в 1965 году, был оставлен там для работы на профильной кафедре «Машины и автоматизация сварочных процессов», где с течением времени защитил докторскую диссертацию и стал профессором. Является членом Российской инженерной академии.
С 1981 г. заведует в МГТУ им. Н. Э. Баумана вновь созданной кафедрой «Лазерные технологии в машиностроении» Архивная копия от 18 февраля 2020 на Wayback Machine. Одновременно с этим является Генеральным директором предприятия «Московский центр лазерных технологий» Архивная копия от 13 августа 2020 на Wayback Machine. Кафедра и Центр являются крупным научно-учебным объединением в области лазерной техники и технологии в стране.

## Научные достижения
Первоначальным направлением деятельности А. Г. Григорьянца в областям теории сварки было исследование временных и остаточных сварочных напряжений и деформаций с учётом их влияния на работоспособность конструкции, а также разработка методов их устранения. Оно связано с расчётными и экспериментальными методами определения временных и остаточных сварочных напряжений, с определением уровней их значений при сварке различных металлов и сплавов, а также влиянием их на прочность при статических и переменных нагрузках.
.

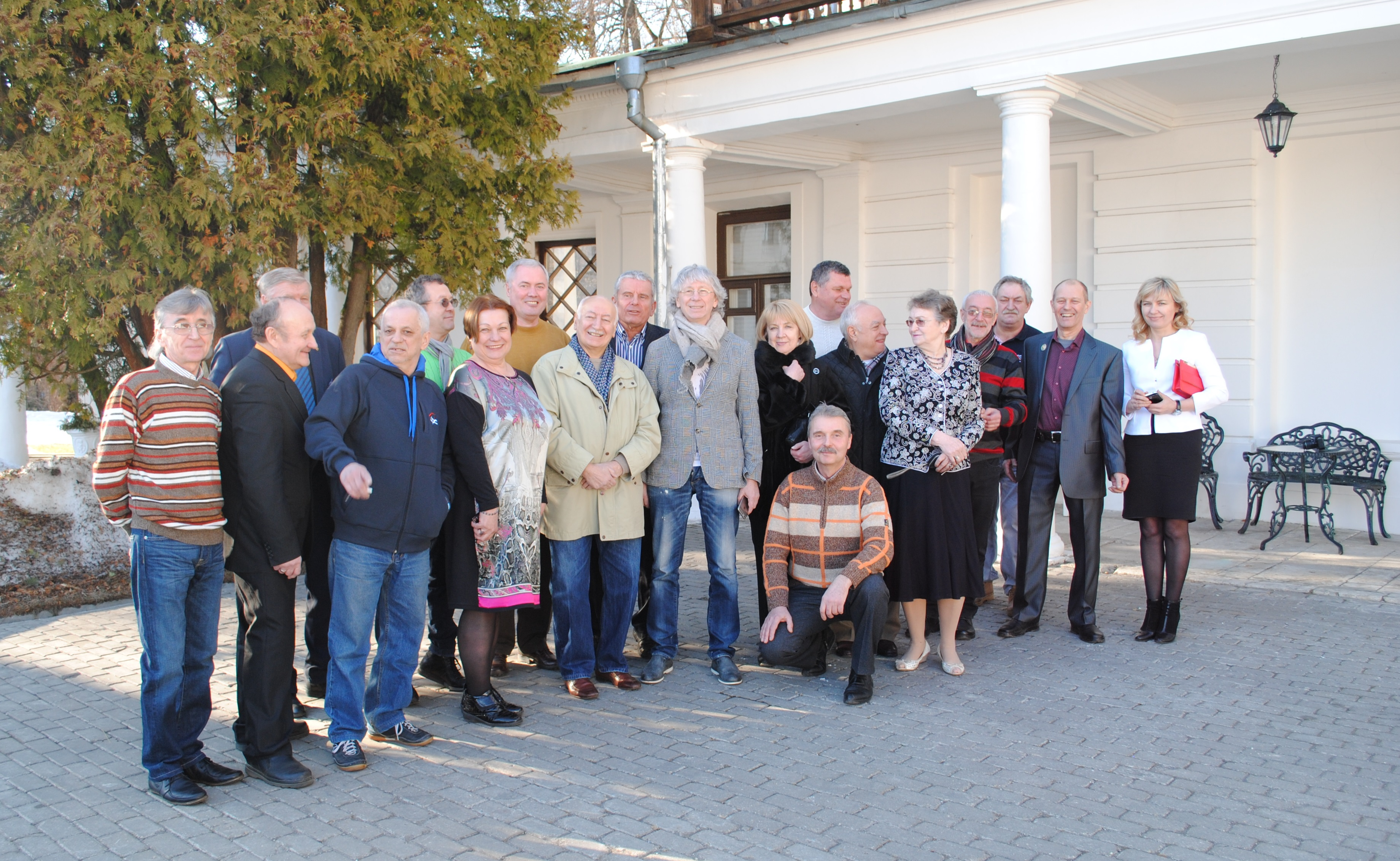
А. Г. Григорьянц (в центре) среди выпускников 1976 года кафедры сварки МВТУ, у которых он был куратором. Правее
А. Григорьянца стоит А. Укупник

А. Г. Григорьянц стал одним из первых исследователей в СССР, применивших компьютерное моделирование для изучения напряженно-деформированного состояния металлов при сварке.
С начала 1970-х годов А. Григорьянц занимался исследованием применимости в сварке лазерного излучения. Результаты работ стали основанием для создания в 1981 году первой в СССР подобной кафедры «Оборудование и технология лазерной обработки», где он стал заведующим. Ныне эта кафедра носит название «Лазерные технологии в машиностроении» и по достигнутым результатам является одной из ведущих в МГТУ им. Н. Э. Баумана.
Основные научные результаты А. Г. Григорьянца состоят в следующем:
- Разработал, одним из первых исследователей в СССР, основы компьютерного моделирования и численные методы расчёта напряженно-деформированного состояния металлов при сварке.
- Установлены закономерности образования временных и остаточных деформаций и напряжений при лазерной сварке, наплавке, резке, термоупрочнений и других видах лазерной обработки и методы регулирования их распределения для обеспечения высоких служебных характеристик и условий получения прецизионных деталей и узлов машин лазерной обработкой.
- Выполнено физическое и математическое моделирование взаимодействия лазерного излучения с поверхностной плазмой, на основе которого разработаны различные технологии лазерной обработки с оптимизацией параметров лазерного излучения.
- Установлены физические особенности и разработаны технологические процессы лазерной сварки различных конструкционных материалов, а также выявлены области эффективного применения этого процесса в сопоставлении с традиционными способами сварки.
- Разработаны теоретические основы поверхностной лазерной обработки материалов и конкретные технологические процессы лазерного упрочнения, поверхностного легирования, наплавки и др. , обеспечивающие высокоэффективную обработку деталей и узлов машин.
- Установлены физические основы и особенности процесса лазерной резки металлических и неметаллических материалов, на основе которых разработаны технологические процессы лазерной резки и прошивки отверстий с высокими показателями качества и производительности.
- Разработана модель для установления требуемой удельной дозы воздействия лазерного излучения на биологические ткани, учитывающая фактическое состояние биообъекта, параметры используемых лазеров и рекомендуемые параметры лечебного эффекта.
- Разработаны научные основы и оборудование для технологий лазерной стереолитографии, позволяющие получать высокоточные пластиковые модели путём отверждения жидких фотополимеров лазерным излучением.
- Разработаны методики экспресс-диагностики концентрации различных элементов лазерным нефелометрическим методом, на основе которых создано оборудование для экспресс-анализа жидких сред, таких как вода, молоко, нефтепродукты.
- Разработаны технологии и оборудование для формирования в вакууме кванторазмерных тонких плёнок методом лазерной абляции из металлов, оксидов, сплавов, углеродных структур, фуллеренов и нанотрубок, а также нанопорошков различных составов.
- Разработаны теоретические основы и аддитивные технологии выращивания деталей и узлов из различных порошковых материалов под воздействием лазерного излучения, спроектированы и созданы новейшие лазерные технологические комплексы, не уступающие по своим характеристикам, а в ряде случаев превосходящие лучшие образцы зарубежной техники. Эти отечественные комплексы работают на передовых российских предприятиях.

## Семья
Жена — Григорьянц (Гришина) Наталия Васильевна, 1941 г.р.
Сын — Григорьянц Григорий Александрович, 1966 г.р.
Дочь — Елизаветская (Григорьянц) Наталья Александровна, 1975 г.р.

## Публикации
А. Г. Григорьянц автор более 450 опубликованных работ, в том числе 49 монографий, учебников и учебных пособий в области теории прочности сварных соединений и лазерной технологии. По данным РИНЦ, в группе Машиностроение он входит в топ-100 самых цитируемых российских учёных. На 01.02.2020 его индекс Хирша равен 17.
К основным публикациям могут быть отнесены следующие:
- Григорьянц А. Г. и другие "Лазерная техника и технология: Учебное пособие для вузов в 7 книгах / Под редакцией А. Г. Гриrорьянца; — М. : Высшая школа. — 1987. 1127 с. Тираж 20.000
- Гриrорьянц А. Г. Основы лазерной обработки материалов. — М.: Машиностроение, 1989, 304 с, тираж 16.000, ISBN 5-217-00432-0.
- Grigoryants A.G. Basis of laser Material Processing // CRC Press, Boca Raton (USA) Ann Arbor, Tokyo, London. — 1994.- 312 p.
- Гриrорьянц А. Г., Казарян М. А., Лябин Н. А. Лазеры на парах меди. — Конструкции и применение. -М.: Наука, 2005. — 316 с. — ISBN 5-9221-0496-9.
- Григорьянц А. Г., Шиrанов И. Н., Мисюров А. И. Технологические процессы лазерной обработки / Учебное пособие для вузов. Под редакцией А. Г. Гриrорьянца. — М.: Изд-во МГТУ им. Н. Э. Баумана, 2008. — 664 с. -ISBN 5-7038-2701-9.
- Гриrорьянц А. Г., Казарян М. А., Лябин Н. А. Прецизионная лазерная микрообработка материалов. — М.: Физматлит, 2017. — 416 с. — ISBN 978-5-9221-1669-2.
- Гриrорьянц А. Г. , Шиганов И. Н. , Мисюров А. И. Лазерные аддитивные технологии в машиностроении: Учебное пособие / под ред. А. Г. Григорьянца. — М.: Изд-во МГТУ им. Н. Э. Баумана, 2018. — 278. — ISBN 978-5-7038-4976-7.
- Grigoryants A.G., Kazaryan М. А., Lyabin N.A. Laser Precision Microprocessing of Material: CRC Press, В оса Raton, London, New York, 2019. — 427 p.
- Винокуров В. А., Григорьянц А. Г. Теория сварочных деформаций и напряжений. — М. : Машиностроение, 1984. — 280 с.
- Сафонов А. Н., Григорьянц А. Г. Лазерные методы термической обработки в машиностроении : Учеб. пособие для заоч. курсов повышения квалификации ИТР по металловедению, технологии и оборуд. терм. обраб. металлов. — М. : Машиностроение 1986, — 47 с.
- Григорьянц А. Г., Гаврилюк В. С., Мисюров А. И. Теоретические основы лазерной обработки : Учеб. пособие / Под ред. А. Г. Григорьянца; — М. : МВТУ 1987, 43 с.

## Награды, премии, знаки уважения
- Лауреат премии Ленинского комсомола в области науки и техники (1970) за разработку и внедрение методов определения и устранения деформаций и напряжений при сварке.
- Лауреат Государственной премии СССР в области техники (1981) за коренное усовершенствование технологии производства на основе ускоренного внедрения новейших достижений науки и техники на ЗИЛе.
- Лауреат премии Правительства РФ в области науки и техники (2005) за создание и внедрение в судостроении, металлургии и машиностроении автоматизированных производственных комплексов для высокоэффективных технологических процессов термической резки.
- Лауреат премии Правительства РФ в области образования за научно-практическую и методическую разработку по созданию инновационной научно-образовательной системы подготовки кадров высшей квалификации в области лазерной технологии обработки материалов.
- Заслуженный деятель науки Российской Федерации (2000)[10]
- В 2021 году к 80-летию А. Г. Григорьянца один из его учеников, заслуженный артист России А. С. Укупник, посвятил ему музыкальное произведение[11].